# Xã Glengary, Quận Fillmore, Nebraska
Xã Glengary (tiếng Anh: Glengary Township) là một xã thuộc quận Fillmore, tiểu bang Nebraska, Hoa Kỳ. Năm 2010, dân số của xã này là 384 người.